# Celtis choseniana
Celtis choseniana är en hampväxtart som beskrevs av Takenoshin Nakai. Celtis choseniana ingår i släktet Celtis och familjen hampväxter. Inga underarter finns listade i Catalogue of Life.